# Алгабас (Жаксинський район)
Алгаба́с (каз. Алғабас) — село у складі Жаксинського району Акмолинської області Казахстану. Входить до складу Жанакіїминського сільського округу.
Населення — 90 осіб (2021; 196 у 2009, 590 у 1999, 835 у 1989).
Національний склад станом на 1989 рік:
- казахи — 100 %.